# Flagholmen
Flagholmen est un récif norvégien dans le landskap Sunnhordland du comté de Vestland. Il appartient administrativement à Sveio.

## Géographie
Rocheuse et pratiquement désertique, à fleur d'eau, elle s'étend sur environ 174 m de longueur pour une largeur approximative de 113 m. 